# Trattinnickia lawrancei
Trattinnickia lawrancei är en tvåhjärtbladig växtart som beskrevs av Standley och Swart. Trattinnickia lawrancei ingår i släktet Trattinnickia och familjen Burseraceae. Inga underarter finns listade i Catalogue of Life.